# Страшникови
Страшникови (на латински: Acanthaceae) е семейство двусемеделни цъфтящи растения, съдържащо почти 250 рода и около 2500 вида. Повечето са тропически билки, храсти или лозя; някои са епифити. Само няколко вида са разпространени в регионите с умерен климат. Четирите основни центъра на разпространение са Индонезия и Малайзия, Африка, Бразилия и Централна Америка. Представители на семейството могат да бъдат намерени в почти всяко местообитание, включително гъсти или открити гори, храсталаци, влажни полета и долини, морски брегове и морски зони, блата и мангрови гори.

## Описание
Растенията от това семейство имат прости, противоположно разположени, нарязани листа с цели (понякога назъбени или бодливи) ръбове и без прилистници. 
Цветовете са перфектни, зигоморфни до почти актиноморфни и са подредени в съцветие. Обикновено цветен прицветник покрива всяко цвете; при някои видове прицветникът е голям и ефектен. Чашелистчето обикновено има четири или пет дяла; венчелистчето е тръбесто, двуустно или петделно; тичинките са две или четири на брой, подредени по двойки и разположени върху венчелистчето.
Плодът е двуклетъчна капсула. При повечето видове семената са прикрепени към малка, закачена дръжка (модифицирана фуникула), която ги изхвърля от плода. Тази характеристика имат всички членове на Acanthoideae. Проучване от 1995 г. върху изхвърлянето на семена в семейство Страшникови използва високоскоростни видео снимки, за да покаже, че ретинакулата изтласква семената далеч от растението – родител при отделянето им от плода, като по този начин помага на растението да получи максимален обхват на разпръскване на семената.
Вид, добре познат на градинарите от умерения климат, е Acanthus mollis, многогодишно тревисто растение с големи листа и съцветия, достигащи до 2 м височина. Тропическите родове, познати на градинарите, включват Thunbergia и Юстиция.
Според Групата по филогения на покритосеменните Avicennia, род мангрови дървета, обикновено включван в семейство Върбинкови или в собственото си семейство, Avicenniaceae, всъщност принадлежи към семейство Страшникови въз основа на молекулярни филогенетични изследвания, които показват връзка с това семейство.

## Избрани родове
- Китайска теменужка (Asystasia gangetica)
- Barleria sp.
- Лист от растението Fittonia verschaffeltii
- Hypoestes phyllostachya
- Justicia aurea
- Louteridium panemensis
- Peristrophe speciosa
- Pseuderanthemum maculatum
- Ruellia tuberosa
- Thunbergia laurifolia